# Киасма
Музей современного искусства «Киасма» (Центр визуальной культуры «Киасма») — один из самых посещаемых музеев Хельсинки и Финляндии.
Музей входит в состав Финской национальной галереи вместе с Художественным музеем Атенеум, Художественным музеем Синебрюхова, а также Центральным художественным архивом Финляндии.
Здание проектировали и планировали в течение 40 лет. Оно было открыто для публики весной 1998 года.
В фондах музея хранится около 4 тысяч экспонатов современного искусства. Выставки из коллекции музея обновляются ежегодно, временные выставки на 4-м и 5-м этажах меняются 3-4 раза в год. С 2013 года посетителям из России доступны экскурсии на русском языке.
«Киасма» находится в центре города Хельсинки, на площади Маннерхейминаукио, рядом с памятником маршалу Маннергейму.
До музея идет трамвай № 4 (остановка Kiasma) и автобус № 15 (остановка — Хельсинки). Ближайшая станция метро — Раутатиентори.
Музей открыт с 10:00 до 23:00 со среды по пятницу, во вторник и выходные — с 10:00 до 17:00, в понедельник — выходной.

## Руководство
- Туула Аркио[фин.] (1990—2001)
- Туула Карьялайнен[фин.] (2001—2006)
- Берндт Арелл[фин.] (2007—2010)
- Пиркко Сиитари[фин.] (2010 — 31 марта 2015)
- Лееви Хаапала[фин.] (с 1 июня 2015[2])